# Josef Aschenbrenner
Josef Aschenbrenner, ab 1850 Ritter von Aschenbrenner (* 29. Juni 1798 in Neumarkt an der Rott; † 19. Dezember 1858 in München) war ein deutscher Jurist in der Finanzverwaltung Bayerns, ab 1849 Staatsminister der Finanzen, 1854 zugleich Minister-Verweser des Bayerischen Staatsministeriums der Justiz.

## Leben
Aschenbrenner, der katholischer Konfession war, war ein Sohn des Peter Aschenbrenner, königlich bayerischen Landrichters in Abensberg. Er studierte nach dem Gymnasialabschluss 1815 am (heutigen) Wilhelmsgymnasium München  Rechtswissenschaft an der Julius-Maximilians-Universität Würzburg und wurde dort zunächst Mitglied des Corps Bavaria Würzburg und später des Corps Bavaria München. Er wurde zum Dr. jur. promoviert. Er trat in die innere Verwaltung des Königreichs Bayern. Er war Ratsakzessist bei der Regierung des Regenkreises (1824), Fiskalajudant bei der Regierung des Obermainkreises (1829) und Geheimer Sekretär im Bayerischen Finanzministerium. Nachdem er ab 1841 Oberrechnungsrat beim Obersten Rechnungshof gewesen war, wurde er 1849 als Staatsminister der Finanzen berufen. Vom 27. Februar bis zum 9. September 1854 war er zugleich Minister-Verweser des Bayerischen Staatsministeriums der Justiz. 1850 wurde er in den persönlichen bayerischen Ritterstand nobilitiert und trug seitdem den Titel und Namen Ritter von Aschenbrenner. 1855 verlieh ihm der russische Kaiser den Orden der Heiligen Anna erster Klasse. Daneben war er Träger des Großkreuzes des Verdienstordens der Bayerischen Krone und vom Heiligen Michael, sowie vom Österreichischen Orden der Eisernen Krone. Er starb mit 60 Jahren im Amt. Beigesetzt wurde er auf dem Südlichen Friedhof zu München.
Verheiratet war er mit Anna, geb. Aschenbrier, einer Schwester des Michael von Aschenbrier († 1860), bayerischen Geheimen Rats und Regierungs-Finanzkammer-Direktors, Ritters des Verdienstordens der bayerischen Krone und vom heiligen Michael. Sie war eine Großtante mütterlicherseits des Generals Friedrich von Zoller (1843–1900) und des Staatswissenschaftlers Theodor Inama von Sternegg (1843–1908).

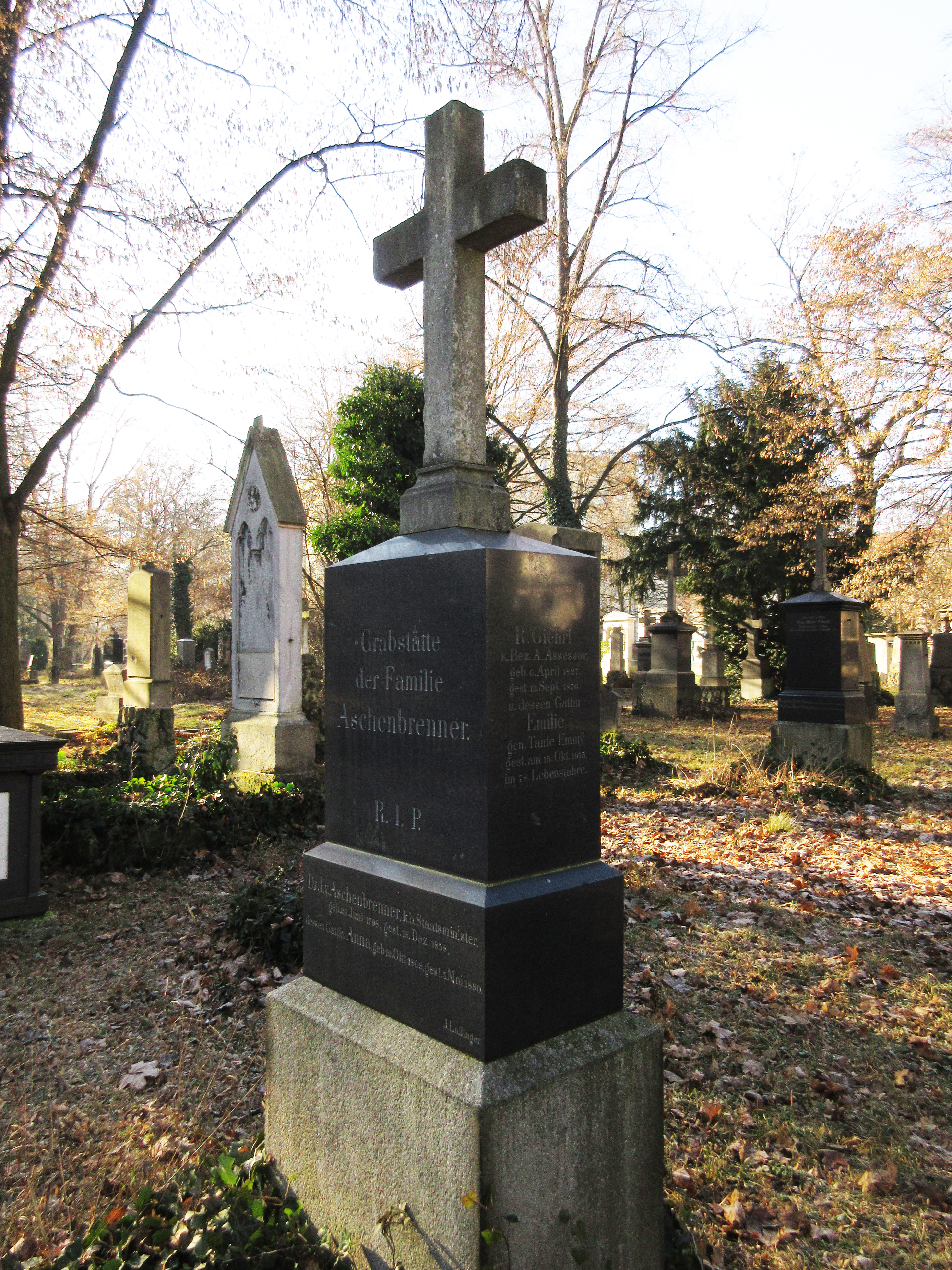
Familiengrab von Josef von Aschenbrenner, seiner Gattin Anna, ihrer Tochter Emilia und ihrem Schwiegersohn Rudolph Giehrl auf dem Alten Südlichen Friedhof

Als Joseph von Aschenbrenner starb, lebten seine Mutter Anna Aschenbrenner im 80. Lebensjahr, sowie seine Ehefrau Anna von Aschenbrenner (1810–1890) und die Kinder:
1. Sohn Ludwig Aschenbrenner (1890 bayerischer Landgerichtsrat, 1894 erst noch Oberlandesgerichtsrat am Landesgericht München II,[10] dann 1894 Direktor dieses Landesgerichts,[11] ab 1901 Ritter IV. Klasse des Ordens vom Heiligen Michael,[12] ⚭ 1864[13] mit Julie van Mecheln,[9] Tochter des Landrichters Karl August van Mecheln († 1870)[14])
2. Tochter Anna Giehrl (geb. Aschenbrenner, ⚭ 1854 mit dem königlich bayerischen Ministerialsekretär Joseph Giehrl, Bruder des Rudolph Giehrl,[15] ab 1875 Joseph von Giehrl (1825–1893), königlich bayerischer Ministerialrat und Generalsekretär im Kultusministerium[16])
3. Tochter Emilie (Anna) Giehrl[17] (geb. Aschenbrenner, ⚭ 1858 in München den königlich bayerischen Assessor Johann Jakob Rudolph Giehrl[18])
4. und Tochter Marie (Maria) Aschenbrenner,[6] ⚭ 1866 als 1. Staatsministerstochter in München mit Karl Köstler, Oberlieutenant im königlich bayerischen 1. Infanterieregiment,[19] 1890 Oberst und Regimentskommandeur[9] (Königlich Bayerisches 10. Infanterie-Regiment „König Ludwig“), Historiker und nachmals Generalmajor.[20] Großeltern mütterlicherseits des Komponisten Carl Orff (1895–1982).[21]